# Gonocormus bonincola
Gonocormus bonincola là một loài thực vật có mạch trong họ Hymenophyllaceae. Loài này được (Nakai) Tagawa miêu tả khoa học đầu tiên năm 1951.